# Podotricha telesiphe
Podotricha telesiphe är en fjärilsart som beskrevs av William Chapman Hewitson 1867. Podotricha telesiphe ingår i släktet Podotricha och familjen praktfjärilar. Inga underarter finns listade i Catalogue of Life.